# Franc Roblek
Franc Roblek (28. června 1865 Žalec – 22. března 1935 Celje) byl rakouský politik slovinské národnosti, na počátku 20. století poslanec Říšské rady.

## Biografie
Po otci převzal rodinné zemědělské hospodářství. Od roku 1887 byl tajemníkem sdružení pro koňské dostihy. Zabýval se chmelařstvím. V rodném Žalci založil roku 1911 chmelařské družstvo. V letech 1916–1921 byl starostou Žalce. Zasadil se o zřízení školy v Žalci a o elektrifikaci obce.
Na počátku 20. století se zapojil i do celostátní politiky. Ve volbách do Říšské rady roku 1907, konaných podle všeobecného a rovného volebního práva, získal mandát v Říšské radě (celostátní zákonodárný sbor) za obvod Štýrsko 27. Profesně se k roku 1907 uvádí jako majitel statku. Byl členem poslaneckého klubu Svaz Jihoslovanů. Politicky patřil k Národní pokrokové straně.